# Maciej Jaskólski
Maciej Jaskólski herbu Leszczyc – sędzia ziemski kaliski w latach 1636–1653, podsędek kaliski w latach 1627–1636, miecznik kaliski w latach 1619–1627, komornik kaliski do 1619 roku.

## Życiorys
Poseł na sejm nadzwyczajny 1626 roku i na sejm zwyczajny 1629 roku z województwa poznańskiego i kaliskiego. Jako poseł na sejm zwyczajny 1629 roku był delegatem na Trybunał Skarbowy Koronny. Jako poseł na sejm 1631 roku był deputatem z województwa kaliskiego na Trybunał Skarbowy Koronny.